# Mediolanum Forum
Mediolanum Forum (wcześniej znana jako Fila Forum, Datch Forum i Forum di Assago) – arena położona w Assago, nieopodal Mediolanu, we Włoszech. Odbywają się w niej głównie mecze hokeja na lodzie, koszykówki oraz tenisa. Jest domową halą drużyny koszykarskiej Armani Jeans Milano. Maksymalna pojemność Mediolanum Forum wynosi 12 700.

## Historia
Mediolanum Forum otwarta została w 1990 roku. Poza wydarzeniami sportowymi odbywają się w niej liczne koncerty, a wśród artystów, którzy tu wystąpili są m.in.: Enrique Iglesias, Nirvana, Pearl Jam, Bon Jovi, Deep Purple, Depeche Mode, Cher, Janet Jackson, Céline Dion, Gloria Estefan, U2, Anastacia, Madonna, The Smashing Pumpkins, Spice Girls, Backstreet Boys, Whitney Houston, Mariah Carey, The Offspring, Red Hot Chili Peppers, Lenny Kravitz, Christina Aguilera, Laura Pausini, Eros Ramazzotti, Destiny's Child, Rush, AC/DC, Iron Maiden, Shakira, Robbie Williams, Tiziano Ferro, Kylie Minogue, Britney Spears, Beyoncé, Bruce Springsteen, Take That, Gwen Stefani, KISS, Dream Theater, The Cure, Avril Lavigne i Justin Timberlake. 
W arenie odbyły się organizowane przez WWE RAW i SmackDown!, a także IIHF Continental Cup Superfinal, World Amateur Boxing Championships 2009 i Men's World Ice Hockey Championships 1994.
W styczniu 2009 roku arena zmieniła nazwę z Datch Forum na obecną, Mediolanum Forum.
W 1998 roku w Mediolanum Forum odbyła się gala MTV Europe Music Awards.
12 kwietnia 2010 w Mediolanum Forum zarejestrowano koncert zespołu Tokio Hotel w ramach trasy Welcome to Humanoid City.
W 2015 roku po 17 latach ponownie w arenie została zorganizowana gala MTV Europe Music Awards.